# Communauté de communes des Combes
La communauté de communes des Combes (C3) est une communauté de communes française située dans le département de la Haute-Saône, en Franche-Comté, dans la région administrative Bourgogne-Franche-Comté.

## Historique
En 1994, les six communes de Scey-sur-Saône et Saint-Albin, La-Neuvelle-les-Scey, Vy-les-Rupt, Noidans-le-Ferroux, Raze et Velleguindry et Levrecey décident, à l’initiative de Gérard Pelletier, de se regrouper pour être plus forts au service de leurs habitants et des territoires du côté de Scey-sur-Saône, et la création de l'intercommunalité est entérinée par un arrêté préfectoral du 31 décembre 1994. Le périmètre de la communauté de communes s'agrandit en janvier 2009 avec l'adhésion de communes comme Chemilly, Soing-Cubry-Charentenay, le Pont de Planches et Neuvelle-lès-la-Charité, et, en 2016, avec Confracourt.
Au 1er janvier 2016, à la suite de la création de la commune nouvelle de La Romaine, la communauté de communes s'agrandit du territoire et des populations des anciennes communes de Greucourt et Vezet.

## Territoire communautaire

### Géographie
Le territoire de la Communauté s'étend sur 234 km2, en grande partie sur le canton de Scey-sur-Saône-et-Saint-Albin, à l'ouest-sud-ouest de Vesoul.
Elle est desservie par la  RN 19 au nord et la RD 474 au sud-est, et se trouve proche de l'A36.

### Composition
La communauté de communes est composée des 27 communes suivantes :

| Nom                                   | Code Insee | Gentilé         | Superficie (km2) | Population (dernière pop. légale) | Densité (hab./km2) |
| ------------------------------------- | ---------- | --------------- | ---------------- | --------------------------------- | ------------------ |
| Scey-sur-Saône-et-Saint-Albin (siège) | 70482      | Sceycolais      | 28,25            | 1 528 (2022)                      | 54                 |
| Aroz                                  | 70028      |                 | 6,57             | 143 (2022)                        | 22                 |
| Baignes                               | 70047      | Baignois        | 2,87             | 99 (2022)                         | 34                 |
| Boursières                            | 70090      |                 | 2,28             | 59 (2022)                         | 26                 |
| Bucey-lès-Traves                      | 70105      |                 | 2,79             | 146 (2022)                        | 52                 |
| Chantes                               | 70127      |                 | 6,57             | 107 (2022)                        | 16                 |
| Chassey-lès-Scey                      | 70138      | Chasséens       | 4,38             | 121 (2022)                        | 28                 |
| Chemilly                              | 70148      |                 | 3,77             | 103 (2022)                        | 27                 |
| Clans                                 | 70158      |                 | 4,37             | 106 (2022)                        | 24                 |
| Confracourt                           | 70169      | Confracourtois  | 19,69            | 212 (2022)                        | 11                 |
| Ferrières-lès-Scey                    | 70232      |                 | 6,2              | 131 (2022)                        | 21                 |
| Mailley-et-Chazelot                   | 70324      |                 | 25,03            | 613 (2022)                        | 24                 |
| Neuvelle-lès-la-Charité               | 70384      |                 | 13,2             | 221 (2022)                        | 17                 |
| La Neuvelle-lès-Scey                  | 70386      |                 | 6,46             | 170 (2022)                        | 26                 |
| Noidans-le-Ferroux                    | 70387      | Noidannais      | 13,99            | 640 (2022)                        | 46                 |
| Ovanches                              | 70401      | Ovanchois       | 6,7              | 153 (2022)                        | 23                 |
| Pontcey                               | 70417      | Pontcéens       | 5,87             | 294 (2022)                        | 50                 |
| Raze                                  | 70439      | Razois          | 10,02            | 379 (2022)                        | 38                 |
| La Romaine                            | 70418      |                 | 21,22            | 519 (2022)                        | 24                 |
| Rosey                                 | 70452      | Roseyiens       | 14,64            | 255 (2022)                        | 17                 |
| Rupt-sur-Saône                        | 70457      | Ruptiens        | 10,24            | 106 (2022)                        | 10                 |
| Soing-Cubry-Charentenay               | 70492      | Soignots        | 28,63            | 565 (2022)                        | 20                 |
| Traves                                | 70504      | Travésiens      | 12,29            | 349 (2022)                        | 28                 |
| Velle-le-Châtel                       | 70536      | Villacastellans | 3                | 127 (2022)                        | 42                 |
| Velleguindry-et-Levrecey              | 70535      |                 | 10,54            | 156 (2022)                        | 15                 |
| Vy-le-Ferroux                         | 70580      |                 | 5,7              | 159 (2022)                        | 28                 |
| Vy-lès-Rupt                           | 70582      |                 | 8,28             | 80 (2022)                         | 9,7                |

### Démographie
| 1968  | 1975  | 1982  | 1990  | 1999  | 2007  | 2012  | 2017  |
| ----- | ----- | ----- | ----- | ----- | ----- | ----- | ----- |
| 6 656 | 6 365 | 6 697 | 6 941 | 6 977 | 7 370 | 7 535 | 7 674 |

## Organisation

### Siège
Le siège de la communauté de communes est situé en mairie de Scey-sur-Saône-et-Saint-Albin.

### Les élus
La communauté de communes est gérée par un conseil communautaire composé, pour le mandat 2020-2026, de 42 membres représentant chacune des communes membres, répartis sensiblement en fonction de la population des communes.
Au terme des élections municipales de 2020 dans la Haute-Saône, le conseil communautaire renouvelé  a réélu sa présidente, Carmen Friquet, maire de Scey-sur-Saône-et-Saint-Albin et ses cinq vice-présidents, qui sont
1. Jean-Jacques Millerand, maire de Ferrières-lès-Scey ;
2. Bertrand Rezard, maire de Mailley-et-Chazelot ;
3. Jean Louis Desroche, élu d'Ovanches,
4. Jacky Bague, maire de Pontcey ;
5. Didier Pierre, maire de Soing-Cubry-Charentenay.

Le bureau de l'intercommunalité pour la mandature 2020-2026 est constitué de la présidente, des 5 vice-présidents et de 21 autres membres.

### Liste des présidents
| Période    | Période                   | Identité              | Étiquette | Qualité |
| ---------- | ------------------------- | --------------------- | --------- | --- |
| 1995       | 2008                      | Gérard Pelletier      | DVG       | Professeur de chimie (enseignement supérieur) Maire de Raze (1983 → 2008) Président de l'association des maires ruraux de France (1999 → 2008)                                                            |
| 2008       | 2014                      | Jean-Marie Le Bretton | DVG       | Directeur général de la fédération départementale de l’ADMR Maire de Velle-le-Châtel (2001 → ) |
| avril 2014 | En cours (au 5 juin 2020) | Carmen Friquet        | LR        | Maire de Scey-sur-Saône-et-Saint-Albin (2014 → ) Conseillère générale puis départementale de Scey/Saône (2001 → ) Présidente du Pays de Vesoul et du Val de Saône ( ? → ) Réélue pour le mandat 2020-2026 |

### Compétences
L'intercommunalité exerce les compétences qui lui ont été transférées par les communes membres, dans les conditions fixées par le code général des collectivités territoriales. Celles-ci relèvent des champs suivants : 
- Développement économique
- Aménagement de l'espace
- Politique du logement et du cadre de vie
- Actions de développement touristique
- Protection et mise en valeur de l'Environnement
- Création entretien et aménagement de la voirie
- Construction, entretien et fonctionnement d'équipements culturels et sportifs
- Activités périscolaires
- Accueil de la petite enfance[9].

### Régime fiscal et budget
La communauté de communes est un établissement public de coopération intercommunale à fiscalité propre.
Afin de financer l'exercice de ses compétences, l'intercommunalité perçoit la fiscalité professionnelle unique (FPU) – qui a succédé à la taxe professionnelle unique (TPU) – et assure une péréquation de ressources entre les communes résidentielles et celles dotées de zones d'activité.
Elle perçoit également une redevance d'enlèvement des ordures ménagères (REOM), qui finance le fonctionnement de ce service public, ainis qu'une taxe de séjour.
L'intercommunalité ne reverse pas de dotation de solidarité communautaire (DSC) à ses communes membres.

## Projets et réalisations
Conformément aux dispositions légales, une communauté de communes a pour objet d'associer des « communes au sein d'un espace de solidarité, en vue de l'élaboration d'un projet commun de développement et d'aménagement de l'espace ».
L'intercommunalité a permis de fédérer le territoire et de réaliser des investissements lourds : construction de centres périscolaires, restauration des clochers comtois, logements locatifs, aménagement de lotissements, développement touristique…